# Crevatini
Crevatini (in sloveno Hrvatini) è un insediamento di 1 232 abitanti del comune sloveno di Capodistria, situato nell'Istria settentrionale, in prossimità del confine con l'Italia.
Il toponimo deriva dal cognome di una famiglia ivi numerosa Crevatini, appunto. L'abitato si configura come una serie di villaggi a schiera. È situato sul cocuzzolo di un colle nel centro della penisola muggesana, a 120 – 160 metri a livello del mare, dal quale si apre il panorama sul Golfo di Trieste e di Capodistria.  È raggiungibile dalla strada che parte tra Bivio e Ancarano nonché dalle strade che partono dai valichi di confine di Scoffie e Lazzaretto.

## Storia
Nelle prossimità del villaggio, sulle alture di Castelliere e San Michele sono conservati i resti del castelliere protostorico. La pietra delle cave locali venne usata per la costruzione del porto di Trieste. Camminando lungo il sentiero istruttivo nella valle del torrente Fugnan si noteranno, ben conservati, gli scavi di scaglie calcaree. Già nell'antichità la zona era assai fertile, ricca di vigneti e oliveti. Nel Medioevo era conosciuta per la varietà di vino locale soprannominata ribolla. 
Crevatini fa parte della contrada nota tradizionalmente come Monti di Muggia e fino al 1954 faceva parte del comune di Muggia all'interno della zona A del Territorio Libero di Trieste sotto amministrazione militare anglo-americana. Il memorandum di Londra di quell'anno firmato da Italia, Anglo-americani e Jugoslavia assegnò la zona A all'amministrazione italiana con una modifica confinaria a favore della zona B dello stesso Territorio già sotto amministrazione militare jugoslava; in questa striscia di territorio, complessivamente circa 10 km², che passò alla Jugoslavia si trovava anche la frazione di Crevatini. 
L'imposta modifica confinaria causò l'esodo in Italia di oltre 3 500 persone, gran parte della popolazione locale italiana.

## Natura
La più estesa piantagione d'olivi dell'Istria slovena si trova sul versante meridionale del Colle San Giorgio (Jurjev hrib). Sulla sua sommità si estende il boschetto Ressel dedicato a Josef Ressel, inventore dell'elica e naturalista di origini ceche.